# Janowo (powiat pyrzycki)
Janowo – osada w Polsce położona w województwie zachodniopomorskim, w powiecie pyrzyckim, w gminie Warnice.
W latach 1975–1998 miejscowość administracyjnie należała do województwa szczecińskiego.